# Pois d'Angole
Cajanus cajan
Pour les articles homonymes, voir Pois (homonymie).
Espèce
Classification phylogénétique
Le pois d'Angole (Cajanus cajan, syn. Cajanus indicus) est une espèce de plantes à fleurs de la famille des Fabaceae.
Aussi sous le nom de pois cajan, pois-congo, ambrevade ou pwadibwa en créole Guadeloupéen, le pois d'Angole est une légumineuse vivace à graine cultivée en agriculture pluviale dans les régions tropicales semi-arides comme Haïti.
Autres noms vernaculaires : arhar (hindi/bengali), red gram, toovar/toor (gujarati/marathi/panjabi), toovaram paruppu (tamoul), toovara paruppu (malayalam, മലയാളം « തുവര പരിപ്പ് » ), togari (kannada), Kandi (telugu), sândaek kléng (សណ្តែកក្លិង្គ, littéralement : haricot indien) ou sândaek kroap sâ (សណ្តែកគ្រាប់ស, littéralement : haricot à graines blanches) (khmer), gandul, guandul, Congo pea, Gungo pea, Gunga pea, et no-eye pea, amberivatry (malgache), ntsuzi (comorien).

## Origine du nom
L'Angole fait référence à la côte occidentale du sud de l'Afrique.

## Histoire

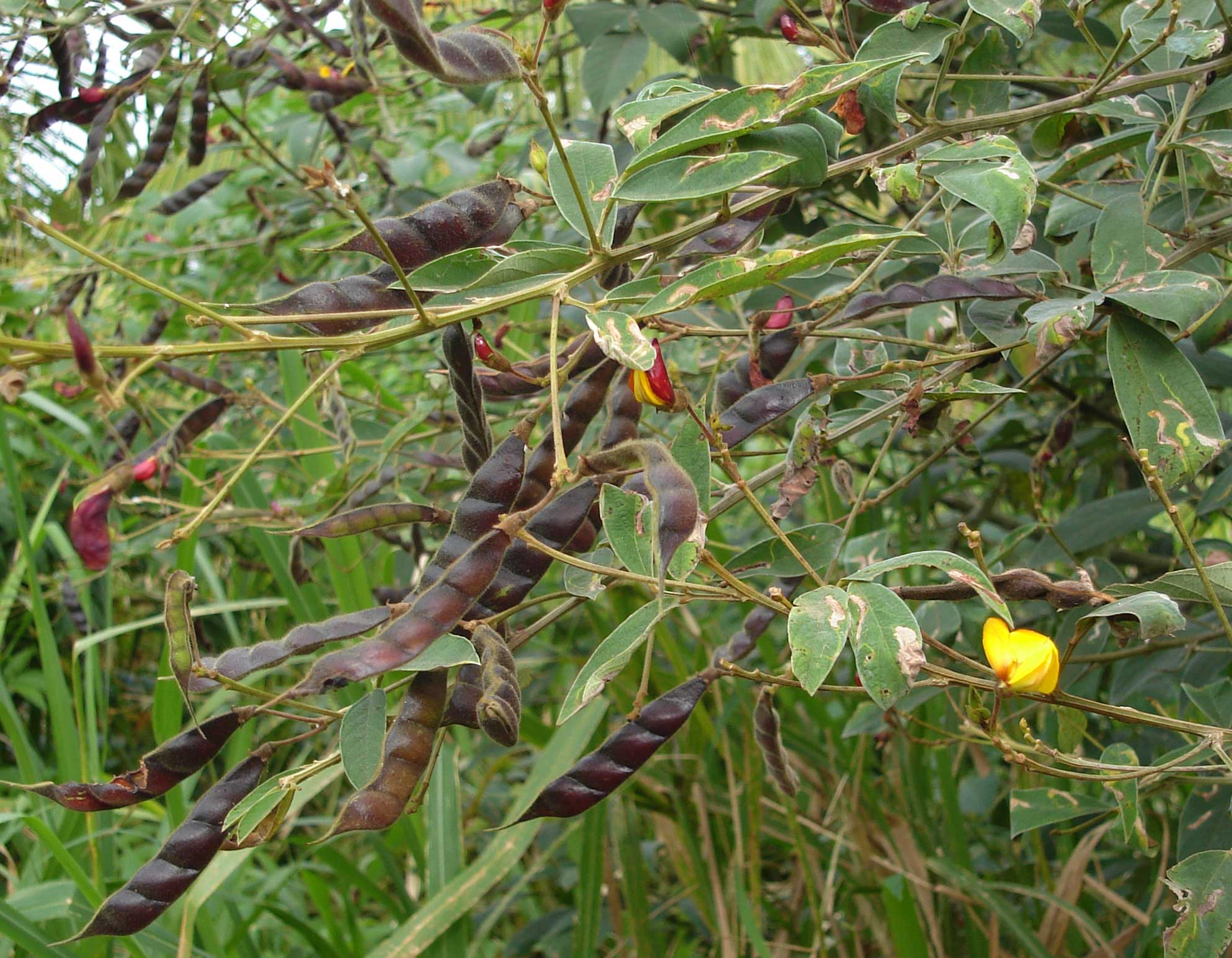
Le pois d'Angole est une plante vivace qui peut prendre le port d'un arbrisseau.

La culture du pois d'Angole remonte à au moins 3 000 ans. Le centre d'origine se situe très vraisemblablement en Inde, d'où il s'est diffusé en Afrique orientale et de là, par la traite des esclaves, vers le continent américain. De nos jours, le pois d'Angole est largement cultivé dans toutes les régions tropicales et semi-tropicales de l'Ancien et du Nouveau monde.

## Zones de production
Le sous-continent indien, l'Afrique orientale et l'Amérique centrale sont, dans cet ordre, les trois principales régions productrices de pois d'Angole dans le monde.
Le pois d'Angole est cultivé dans plus de 25 pays tropicaux et subtropicaux, soit en monoculture, soit en rotation avec des céréales telles que le sorgho (Sorghum bicolor), le millet perle (Pennisetium glaucum), ou le maïs (Zea mays), ou avec d'autres légumineuses comme l'arachide (Arachis hypogaea).

## Utilisation

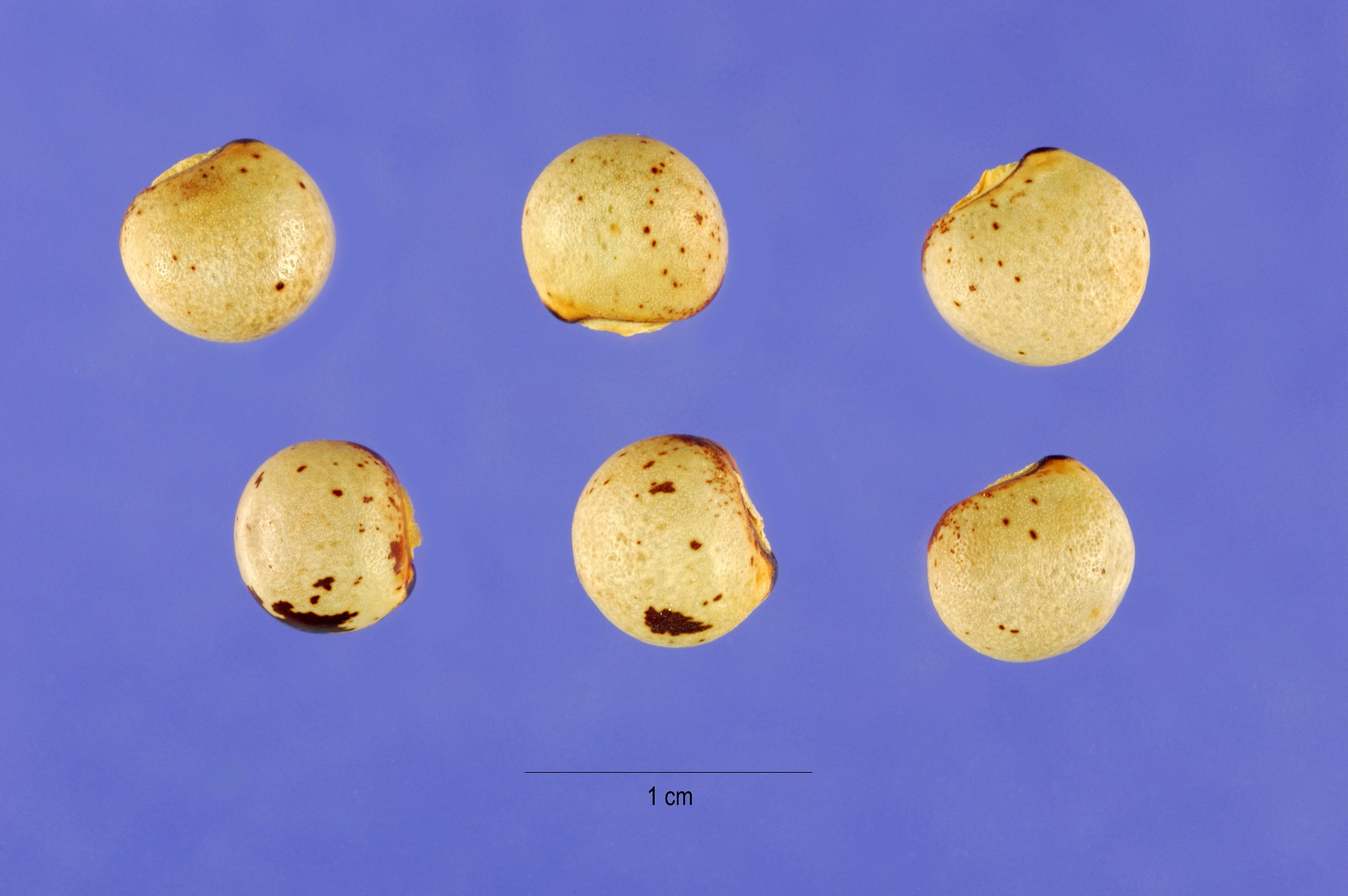
Graines de pois d'Angole.

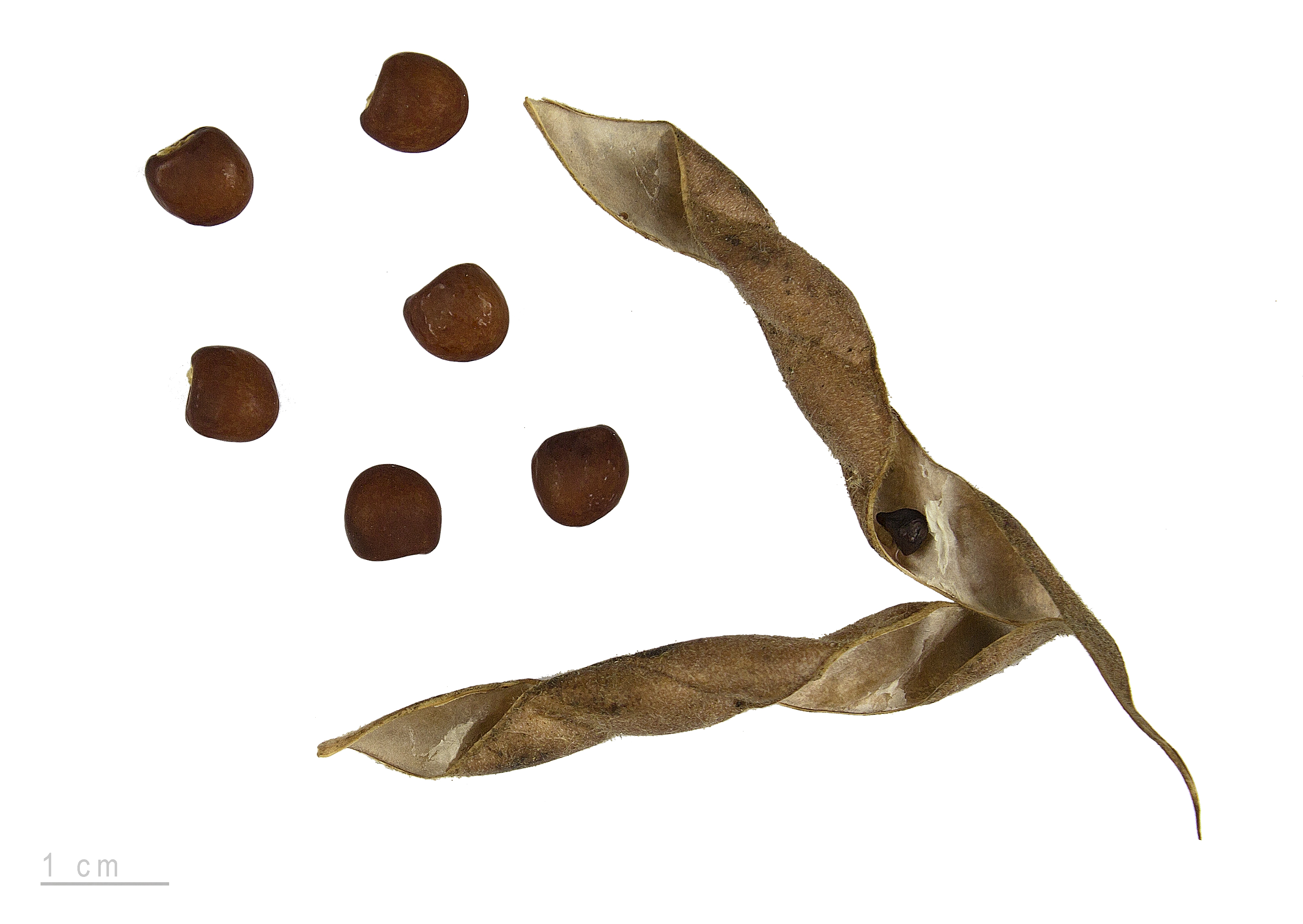
Cajanus cajan au Muséum de Toulouse.

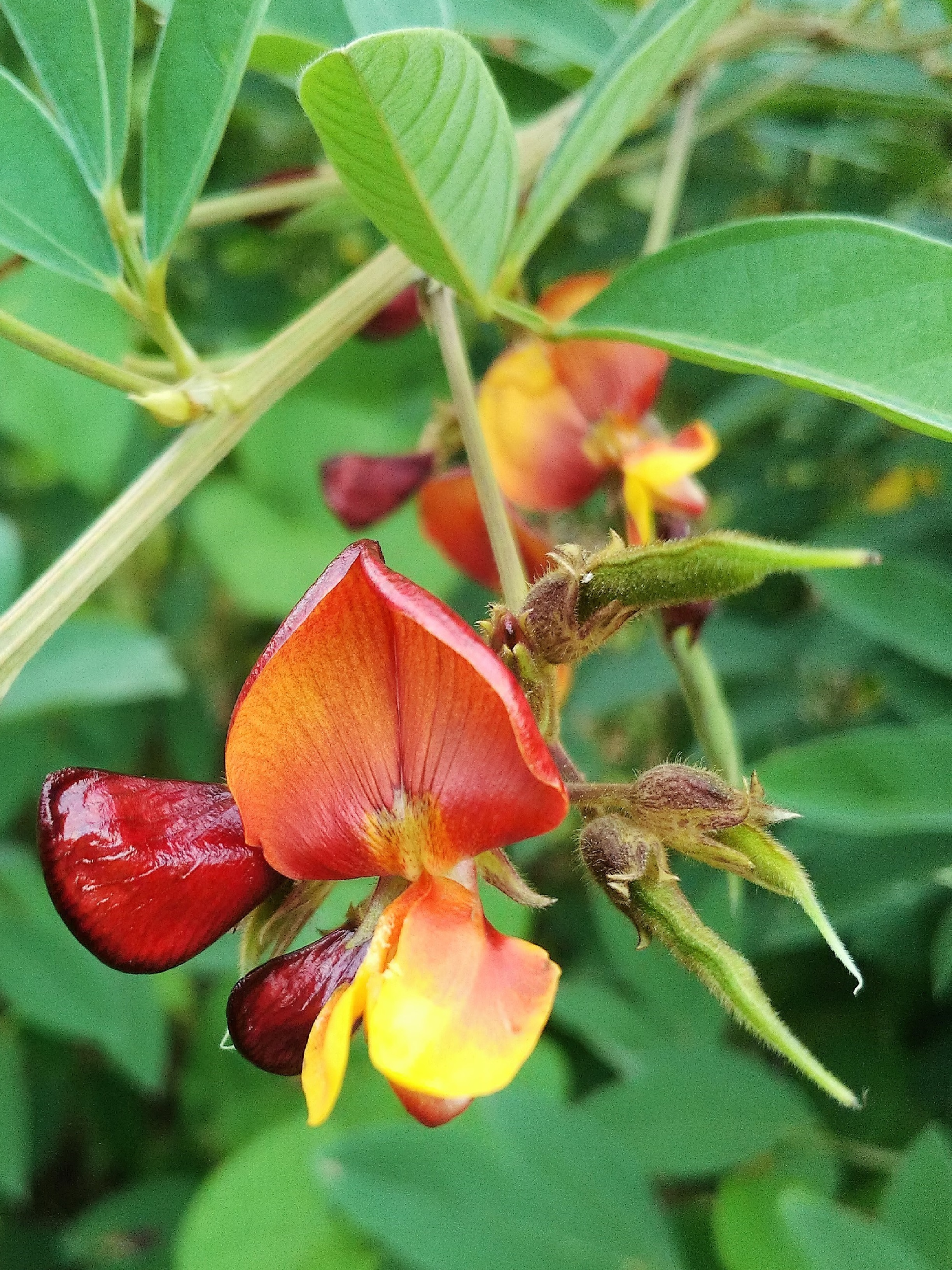
Fleurs.

Le pois d'Angole est à la fois une culture vivrière (pois secs, farine, pois frais ou légumes verts) et une culture fourragère de couverture. Les pois contiennent des niveaux élevés de protéines et d'importants acides aminés (méthionine, lysine et tryptophane). En combinaison avec des céréales, le pois d'Angole constitue une alimentation humaine équilibrée.
La germination améliore la digestibilité des pois d'Angole secs en assurant l'hydrolyse des sucres complexes (polysaccharides).

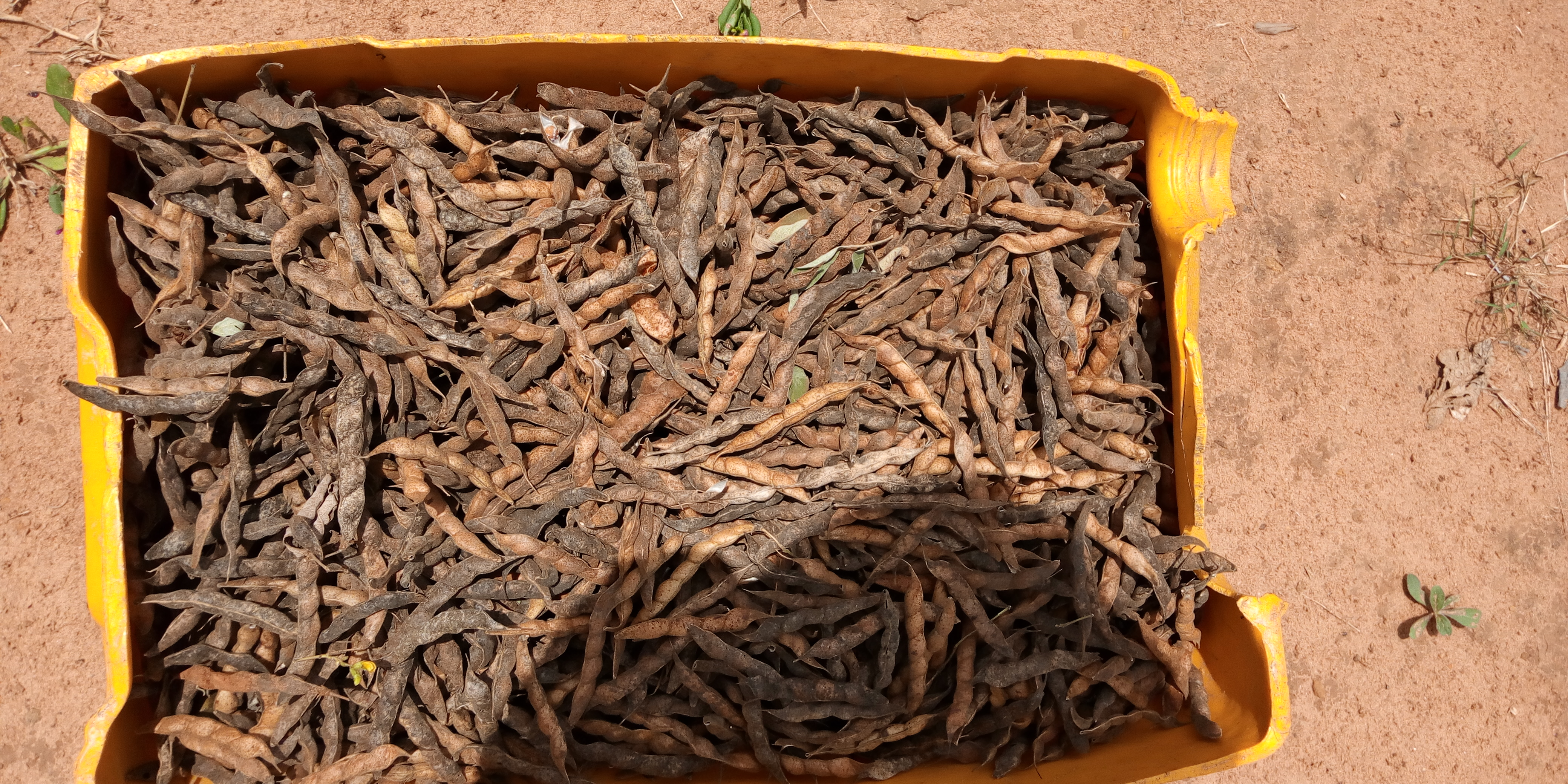
Pois d’angole mûrs en gousses, au Bénin.

En Inde, les pois cassés (toor dal) sont l'un des légumes secs les plus populaires du fait de leur teneur en protéines importante dans un régime principalement végétarien.
En Éthiopie, les gousses mais aussi les jeunes pousses et les feuilles sont cuites et consommées.
On trouve également fréquemment ce légume dans des endroits tels que Hawaï. Un plat à base de riz et de pois d'Angole verts (appelé « moro de Guandules » ou « arroz con gandules ») est un aliment traditionnel en République dominicaine, à Porto Rico, Comores, Trinité-et-Tobago et à la Grenade où on trouve une variante appelée Pelau (en) avec bœuf ou volaille, et parfois citrouille et queue de cochon.
En Guadeloupe et en Martinique, le pois d'Angole est l'accompagnement classique du plat principal de Noël et se consomme presque exclusivement à cette période.
En Thaïlande, il est cultivé pour servir d'hôte aux cochenilles Kerria lacca qui produisent de la laque.
Comme toutes les légumineuses, le pois d'Angole enrichit le sol en azote grâce à la fixation symbiotique de l'azote. Il est ainsi un engrais vert fournissant jusqu'à 40 kg d'azote par hectare.
La matière ligneuse des tiges de pois d'Angole peut également être utilisée comme bois de chauffage, matériau pour clôture ou chaume.
A Madagascar, les feuilles et les tiges sont utilisées pour se laver les dents.

## Anciens noms scientifiques
- Cytisus cajan (Crawfurd 1852)
- Cajanus indicus, Spreng. (Valder 1895)